# Magischer Zirkel von Deutschland
Der Magische Zirkel von Deutschland (MZvD) wurde 1912 in Hamburg von dem Bankbeamten und Amateurzauberkünstler Karl Schröder gegründet. Als nationale Vereinigung der Zauberkünstler sieht es der Verein als seine Aufgabe an, die Zauberkunst zu pflegen und zu fördern.

## Der Verein
Der MZvD hat (Stand 2020) rund 2800 Mitglieder und ist die Dachorganisation von mehr als 79 Ortszirkeln in Deutschland. Der MZvD ist Herausgeber der monatlichen Vereinszeitschrift magie - Die Kunst des Zauberns, die exklusiv für Mitglieder des Vereins mit einer Auflagenhöhe von 2.950 Exemplaren erhältlich ist und unterhält eine eigene große Fachbibliothek, die von den Mitgliedern genutzt werden kann.
Der Verein ist Mitglied der internationalen Dachorganisation Fédération Internationale des Sociétés Magiques (FISM), die im Jahr 1948 gegründet wurde.
Ferner werden die Deutschen Jugendmeisterschaften ausgetragen; seit 2011 im jährlichen Turnus.
Zusätzlich vergibt der Verein Ehrungen zum Magier des Jahres sowie zum Schriftsteller des Jahres.
Am 4. März 2012 fand zum hundertjährigen Bestehen unter der Leitung von Julius Frack eine Zaubershow mit den meisten je gezählten Teilnehmern im Landestheater Tübingen statt. 106 Zauberer aus Deutschland, Österreich und der Schweiz (davon 104 Mitglieder des MZvD) nahmen daran teil. Dem Verein und Julius Frack wurde der Guinness World Record für Most magicians in a magic show (dt. „die meisten Zauberer in einer Zaubershow“) zuerkannt.

## Deutsche Meisterschaften der Zauberkunst
Seit 1975 führt der Verein alle drei Jahre die Deutschen Meisterschaften der Zauberkunst durch.
Jeweils ein Jahr zuvor finden die Vorentscheidungen für die Meisterschaften statt. Im Jahr nach den Deutschen Meisterschaften werden durch die FISM die Weltmeisterschaften des internationalen Dachverbands durchgeführt.

## Bisherige Präsidenten
- 1912–1923: Karl Schröder †
- 1923–1928: Ferdinand Uter †
- 1928–1936: Karl Schröder †
- 1936–1945: Helmut Ewald Schreiber (Kalanag) †
- 1949–1952: Emil Thoma †
- 1952–1958: Kurt Volkmann †
- 1958–1969: Willi Faster †
- 1969–1975: Ernst Lechner †
- Apr.–Jul. 1975: Fritz Stieg / Interimspräsident †
- 1975–1990: Horst Müller
- 1990–2011: Wolfgang Sommer
- 2011–2024: Eberhard Riese †
- seit 2024: Lars Tepel[5]

## Magier des Jahres / Schriftsteller des Jahres
Seit 1981/1982 werden jährlich durch den Magischen Zirkel von Deutschland herausragende Mitglieder des Vereins als Magier des Jahres bzw. als Schriftsteller des Jahres ausgezeichnet. Im Jahr 2004 wurde diese Ehrung als Magier des Jahrhunderts an Siegfried und Roy verliehen.
| Jahr      | Magier des Jahres                                                            | Schriftsteller des Jahres             |
| --------- | ---------------------------------------------------------------------------- | ------------------------------------- |
| 1981      | Wolff von Keyserlingk †; Helmut Klein                                        | Hannes Höller †                       |
| 1982      | Rüdiger Deutsch †                                                            | Reinhard Müller                       |
| 1983      | Hans Moretti †                                                               | Adi Kaufmann †                        |
| 1984/1985 | Santo und Monique (Bühnen-Magier); Rainer Pfeiffer (Close-up-Magier)         | Rudolf Braunmüller †                  |
| 1985      |                                                                              | Eberhard Riese; Robert Kaldy          |
| 1986      | Juno                                                                         | Erhard Liebenow †                     |
| 1987      | Rolf Andra †                                                                 | Roberto Giobbi                        |
| 1988      | Siegfried & Roy †                                                            | Volker Huber; Martin Michalski †      |
| 1989/1990 | Dinardi †                                                                    | Wolfgang Sommer                       |
| 1991      | Lee Pee Ville                                                                | Maldino †                             |
| 1991/1992 | Topas                                                                        | Jochen Zmeck †                        |
| 1992/1993 | Satori                                                                       | Ted Lesley †                          |
| 1993/1994 | David Copperfield                                                            | Günther Glückert †                    |
| 1994/1995 | Franklin                                                                     | Alexander de Cova                     |
| 1996      | Die Plebsbüttel                                                              | Oliver Erens                          |
| 1996/1997 | Die Fertigen Finger (u. a. Pit Hartling, Ben Profane, Helge Thun)            | Walter J. Tomek †                     |
| 1997/1998 | Junge Junge                                                                  | Frank Musilinski                      |
| 1998/1999 | Helge Thun                                                                   | Michael Sondermeyer und Uwe Schenk    |
| 1999/2000 | Matthias Rauch                                                               | Borodin †                             |
| 2000      | Der Hexer                                                                    | V.J. Astor †                          |
| 2002      | Simon Pierro                                                                 | Perkeo                                |
| 2003      | Chris Joker; Jan Ditgen (Sonderpreis Erfindungen)                            | Olaf Benzinger †                      |
| 2004      | Siegfried und Roy (Magier des Jahrhunderts)                                  | Eberhard Riese                        |
| 2004      | Ehrlich Brothers                                                             |                                       |
| 2006      | Gaston; Martin Eisele                                                        | Markus Kompa                          |
| 2007      | Sos & Victoria Petrosyan                                                     |                                       |
| 2008      | Timo Marc                                                                    | Peter Rawert                          |
| 2009      | Julius Frack                                                                 |                                       |
| 2010      | Topas & Roxanne                                                              | Lex Schoppi; Sos & Victoria Petrosyan |
| 2011      | Alana, sowie Jakob Mathias (Jugendlicher Magier d. J.)                       | Denis Behr; Jörg Alexander            |
| 2012      | Jan Logemann                                                                 |                                       |
| 2013      | Ehrlich Brothers                                                             | Magic Christian                       |
| 2014      | Luke Dimon                                                                   |                                       |
| 2015      | Thommy Ten & Amélie van Tass sowie Moritz Müller (Jugendlicher Magier d. J.) | Alexander de Cova                     |
| 2016      | Ehrlich Brothers                                                             | Christoph Borer; Pit Hartling         |
| 2017      | Patrick Lehnen                                                               | Christian Knudsen                     |
| 2018      | Marc Weide                                                                   |                                       |
| 2019      | Detlef Simon                                                                 | Juno                                  |
| 2021      | Magic Maxl                                                                   | Roberto Giobbi                        |
| 2022      | Jaana Felicitas                                                              |                                       |
| 2023      | Siegfried & Joy                                                              | Clemens Ilgner                        |
| 2025      | Timothy Trust & Diamond                                                      |                                       |

## Kalanag-Ring
Der Verein verleiht seit 1983 als höchste Auszeichnung den Kalanag-Ring, benannt nach dem Zauberkünstler Kalanag. Er wurde bisher sieben Mal verliehen. Die Preisträger waren:
- Kalanag-Ring 1: Horst Müller für seine besonderen Verdienste um den MZvD und die Zauberkunst, verliehen am 8. Oktober 1983
- Kalanag-Ring 2: Fred van Thom für besondere Verdienste um die Zauberkunst, verliehen am 9. Mai 1986
- Kalanag-Ring 3: Bruno Hennig – JORO für besondere Leistungen gemäß Kalanagring-Reglement, verliehen am 25. Mai 1990
- Kalanag-Ringe 4&5: Siegfried & Roy für außergewöhnliche Leistungen um die Zauberkunst, verliehen im April 1993
- Kalanag-Ring 6: Wolfgang Sommer in Würdigung seiner besonderen Verdienste und seines langjährigen Einsatzes zum Wohle des MZvD, verliehen am 6. Januar 2005
- Kalanag-Ring 7: Armin Rieck für seinen langjährigen besonderen Verdienste um den MZvD, verliehen am 6. Oktober 2012 anlässlich des MZvD-Jubiläumskongresses in Reinbek